# Avenue Paul-Vaillant-Couturier (La Courneuve)
Pour les articles homonymes, voir Avenue Paul-Vaillant-Couturier.
L'avenue Paul-Vaillant-Couturier à La Courneuve, dans le centre, est un des axes principaux de cette ville.

## Situation et accès
Cette voie de communication suit le tracé de la route départementale 932 (ex-route nationale 2), ancienne route de Flandre.
Elle est desservie notamment par la station de métro La Courneuve - 8 Mai 1945, située sur la place du 8-Mai-1945.

## Origine du nom
Elle rend hommage à Paul Vaillant-Couturier, (1892-1937) un écrivain, journaliste et homme politique français, cofondateur du Parti communiste français.

## Historique

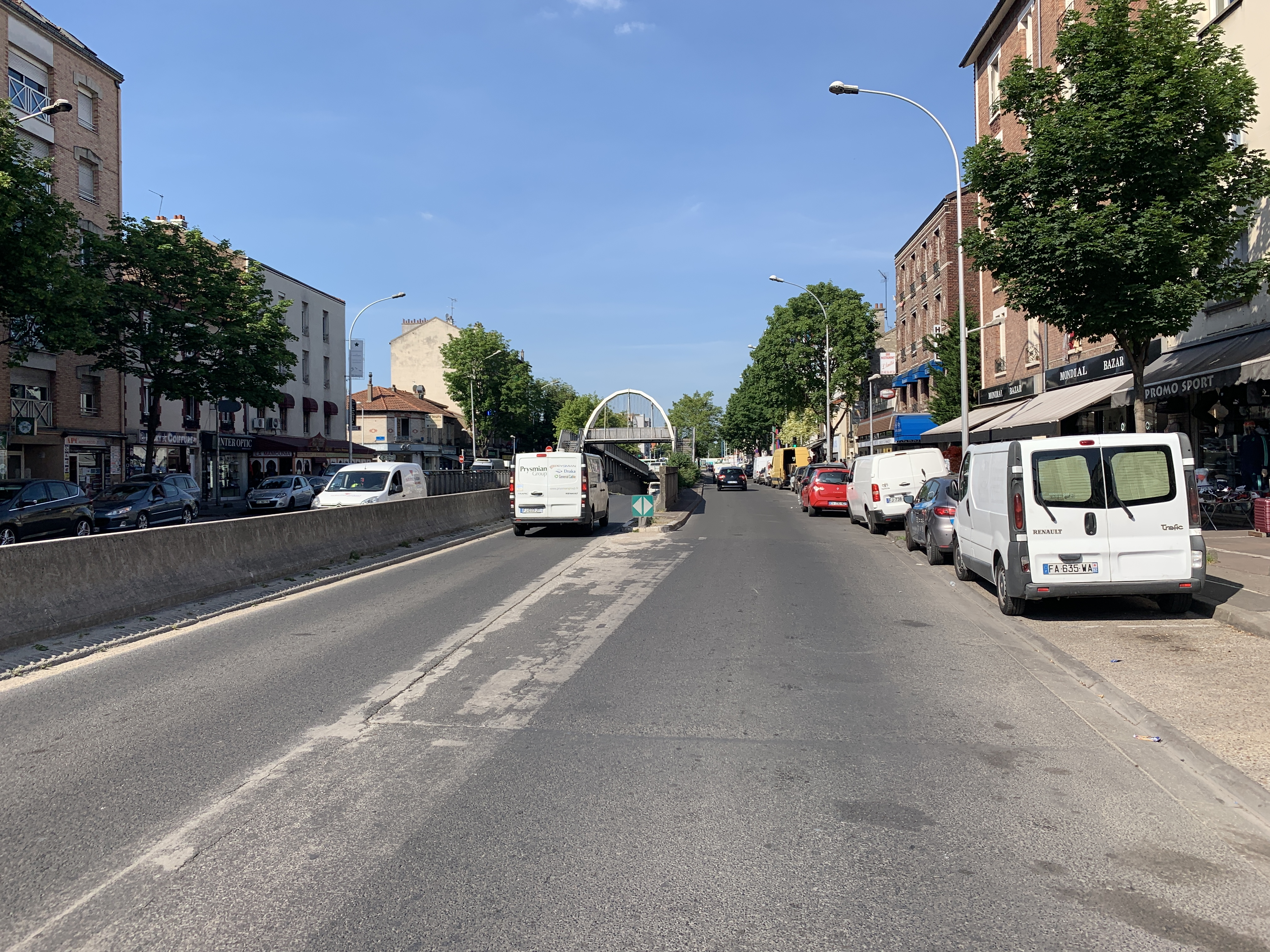
L'avenue en mai 2020.

L'ancien nom de cette avenue, « route de Flandre », vient de ce qu'elle menait de Paris à la Flandre de façon rectiligne.
En janvier 1955, lors de travaux menés sur le terrain d'une société industrielle au numéro 168 de l'avenue, des fouilles archéologiques ont permis de dégager un sarcophage du IVe siècle contenant des ossements humains,.
Ces fouilles ont aussi révélées diverses poteries datant du VIe siècle qui auraient pu appartenir à une villa située sur la voie romaine joignant Paris au nord de la France.
En 1986, de nouvelles recherches menées au même endroit ont découvert six sépultures. L'une d'elles contenait un plat en sigillée d'Argonne ainsi qu’un nummus datant du règne de l'empereur Constant Ier, et frappé entre 341 et 348.

## Bâtiments remarquables et lieux de mémoire
- Marché[4].
- Temple Sivan Parvathi[5], dédié à Shiva, créé à la fin des années 1990 par des fidèles Sri-lankais.